# Смртна казна (филм из 2007)
Смртна казна (енгл. Death Sentence) америчка је акциона драма делимично заснована на истоименом роману аутора Брајана Гарфилда из 1975. године.
Филм је режирао Џејмс Вoн. Главну улогу игра Кевин Бејкон; Ник Хјум је човек који узима закон у своје руке, након што му је син убијен током гангстерског ритуала прихватања, с циљем да освети своју породицу и заштити је од банде с којом је ушао у рат.
Премијера је била 31. августа 2007, док је ДВД издање објављено 8. јануара 2008. године.

## Радња
Ник Хјум, његова супруга Хелен и њихова два сина — Брендан и Лукас, живе у готово идиличној породици. Док Хелен и Лукас гледају снимак Бренданове хокеј утакмице, Ник и Брендан се враћају кући; Ник разговара са сином о студирању у Канади и његовој могућој каријери професионалног хокејаша. У ружном делу града стану на бензинску пумпу да наточе гориво. Брендан је ушао да плати рачун, када у бензинску упадају гангстери и сачмаром разносе благајника. Нови члан банде, Џо Дарли, како би доказао да је мушкарац мачетом пресече врат Брендану. Гангстери беже, а Ник заскаче Џоа ког су оставили; током туче му скине маску и види лице, али Џо — након што га удари ауто — побегне. Ник довози Брендана у болницу, где се налази с породицом. Доктори не успеју спасти Бренданов живот.
Ник идентификује Џоа у линији за препознавање, али пошто се састане с окружним тужиоцем постаје љут јер схвата да постоји могућност да одбрана одустане од нагодбе за три или пет година затвора. Тужилац му објашњава да је он једини сведок, није било надзорних камера, мачета је нестала, а суд је готово сигурно на страни младића чија је кривица тешко доказива. На саслушању пре суђења, Ник одбије да потврди идентификацију Џоа — који стога бива ослобођен. Ников план је да сам изравна рачуне. Тако банду која је дошла по Џоа прати до њиховог скровишта; касније се враћа, хвата самог Џоа и избоде га насмрт. Вођа банде, опаки Били, постаје веома бесан и жељан освете када сазна да му је нови брат убијен. Један од чланова банде од сестре дозна како је у њиховом кварту виђен човек у оделу, потврђујући да је у питању Ник чија је слика изашла у новинама... Банда га сачека у заседи док се враћао с посла; након потере доспевају до вишеспратне гараже, где се Ник сукобљава с једним од гангстера — заробљава га у ауту које се сурва преко руба највишег спрата.
Један од чланова банде посећује Ника у његовом уреду и доставља му актовку коју је бацио током потере. Унутра налази породичну фотографију, са црвеним иксовима на главама своје породице... Потом назове телефонски број који је нашао у актовци; јавља се Били и саопштава му да је купио смртну казну за своју породицу, помињући како му је Џо Дарли био брат. Ник моментално позива полицијску детективку која је задужена за Бренданов случај, Џесику Волис, која је већ свесна да је Ник започео веома озбиљан рат; она осигурава полицијску заштиту за Никову породицу и издаје еј-пи-би за Билијем и његовом бандом. Већ прве ноћи, полицајци који су држали стражу код Никове виле бивају нечујно убијени; Ник сазнаје за ово кад је већ било касно: гангстери су му већ у кући... Нападају га и хватају његову породицу; доводе Хелен и Лукаса низ степенице и убијају их пред Никовим очима. Хелен умире, а Лукас је хоспитализован и у критичном стању.
Након што детективка Волис одржи говор о томе како је рат бесмислен јер сви на крају умру, дозвољава Нику да посети коматозног Лукаса. Иако га не чује, он му се извињава што није био бољи отац и говори да га је заиста волео јер је био посебан, тврдоглав и сличан мајци за разлику од снагатора Брендана. Волисова ускоро увиђа да је Ник побегао из собе, очигледно не послушавши њен савет и упутивши се у потрагу за осталим члановима банде. Ник купује оружје од продавца на црно, извесног Боунса коме се чак свиди његов стил. Материјално потпуно опремљен, одлази у осветнички поход. Уз пријатељеву помоћ, преко бармена у локалном месту где се окупљају криминалци — уз мало силе и новца — дознаје да се неки тренутно одмарају у оближњој страћари. Потом тамо налази члана банде Хекоа; насилно га испитује о томе где су остали и открива да се ’јазбина’ гангстера налази у напуштеној менталној болници — која је њихов ’уред’. Присили Хекоа да назове Билија преко мобитела; тада пуца у њега, док Били слуша... У међувремену, Боунс се посвађа с Билијем који је дошао, те га искритикује; Били га убије, откривајући да му је то био отац.
Ник је на путу до ’уреда’, где треба да се обрачуна с преосталим члановима банде. После жестоке пуцњаве у оронулим мрачним просторијама, суочава се и с Билијем. У болничкој капели обојица рањавају један другог веома озбиљно, али ипак успевају да се довуку до црквених клупа. Седе један до другог и разговарају; Били тврди да је Ника претворио у злобног хладнокрвног убицу, какав је и он сам. Ник потом потеже последњи од пиштоља које је купио код Боунса и убија Билија. Излази из зграде тешко рањен, али као победник.
Сад кад је осветио своју породицу, Ник очекује неупитно хапшење па се враћа кући да би можда последњи пут одгледао свој породични филм с Бренданом који је тада освојио трофеј. Детективка Волис долази да ухапси Ника, те га успут обавештава да се Лукас померио и да ће се извући. Ово му је било олакшање у некој мери; наставља гледати ТВ, на којем се приказују кадрови срећне породице како пева на каучу. Коначна судбина Ника остаје непозната, с тим да у продуженој верзији оригиналног филма Ник ипак подлеже повредама.

## Постава
- Кевин Бејкон као Ник Хјум
- Кели Престон као Хелен Хјум
- Стјуарт Лаферти као Брендан Хјум
- Закари Дилан Смит као млади Брендан Хјум
- Џордан Гарет као Лукас Хјум
- Јорго Константин као Мајкл Беринг
- Ајша Тајлер као детективка Џесика Волис
- Гарет Хедлунд као Били Дарли
- Џон Гудман као Боунс Дарли
- Мет О’Лири као Џо Дарли
- Ли Вонел као Спинк
- Еди Гатеги као Боди
- Хектор Атреју Руиз као Хеко
- Кенин Хауел као Беги

## Зарада
Филм Смртна казна је имао премијеру у 1.822 америчка театра. Зарада је била 4.231.321 долара, уз просек од 2.322 долара по театру и рангирање на 8. место по овом параметру. Филм је на крају донео 9.534.258 долара од домаће и 7.440.201 долар од стране публике, за укупних 16.974.459 долара.

## Критика
Ротен томејтос, рецензентски агрегатор, извештава да је 20% од 112 анкетираних критичара филму дало позитивну оцену; просечна је била 4,1 од 10. Критички консензус је следећи: „Бесмислена радња и апсурдна количина насиља чине овај осветнички филм незахвалним и пренатрпаним.” На Метакритику, филм има оцену 36 од 100 на основу 24 критике, што даје „Генерално непожељну оцену”.
Роџер Иберт из Чикаго сан-тајмса филму је дао 2½ звездице од 4. Упоредио је Смртну казну с филмом Жеља за смрћу — у којем глуми Чарлс Бронсон — давши следећу изјаву: „У Бронсоновим филмовима, херој је једноставно изгледао више и више одлучан све док не осетите да кад бисте му такнули лице — оно би експлодирало. У Смртној казни, Бејкон показује пуно више.” Иберт је филм Смртна казна назвао „веома ефикасним”, похваливши „сцену истинског изненађења и напетости у судници, као и неке друге ефективне моменте”; како год, закључио је да је „у суштини ово филм о много људи који пуцају једни на друге”.
Скот Тобијас из Еј-Ви клаба тврди да филм „засигурно никад није досадан”; осећао је како је режисер Џејмс Ван био „презаузет додавањем гаса да би схватио да му се филм отима контроли”. Мет Золер Сајц из Њујорк тајмса је изјавио: „Поред запањујуће троминутне пуцњаве током потере кад банда јури за Ником на паркинзима, те незаборавно бледог, тамнооког лица г. Бејкона, филм г. Вана је досадан — подводилачко губљење времена.” Овен Глајберман из Ентертејнмент виклија осећао је како „моралност освете готово и да није питање у филму који гура могућност освете право преко литице”. Насупрот овоме, Џастин Чанг из Варајетија оцењује филм као „добро урађен, често интензивно стегнут”. Слично тако, Бил Гиброн из Попметерса доживео је како је филм био „значајан филм” и „чудесно жилав мали трилер”. Дарен Емнер из Ај фор филма такође је филму дала позитивну критику, нарочито похваливши Бејконов перформанс: „Његова глума је емоционална, симпатетична и веома агресивна. Као отац он је дирљив и као хладнокрвна машина за убијање још уверљивији.”
Аутор Брајан Гарфилд, који је написао роман на којем је филм делимично заснован, за филм је рекао следеће: „Док сам ја могао с мало мање крви и халабуке, мислим да је запањујуће добар филм. У детаљима приче је прилично различит од романа, али ово је филм а не роман. На филмски начин повезује се са својом публиком и даје исту поенту коју има и књига, а то су ствари које се броје.” Такође му се свидело што се, као ни у његовим романима — а за разлику од филмског серијала Жеља за смрћу — не заговара вигилантизам. Гарфилд је подробније објаснио у интервјуу: „Мислим да, осим апсурдног насиља пред крај, филм Смртна казна заиста осликава пропаст лика и глупост осветничког вигилантизма.” Додао је: „Као прича постигао је идеју коју сам хтео да постигне.”